# Almirall de la Flota de la Unió Soviètica
El grau d'Almirall de la Flota de la Unió Soviètica (rus: Адмирал Флота Советского Союза – transliterat: Admiral Flota Sovietskogo Soyuza,) era el màxim rang naval de la Unió Soviètica. El grau era considerat honorari, i va ser establert pel Consell de Ministres de l'URSS el 3 de març de 1955, reemplaçant un càrrec similar, almirall de la flota, en vigència des de 1940.
Des de la creació d'aquest rang, només els dos almiralls que tenien l'antic rang van ser promoguts a aquest càrrec, Nikolai Kuznetsov (degradat a vice-almirall el 1956 per raons polítiques) i Ivan Isakov (fins a la seva mort el 1967). El seu successor, l'almirall Sergei Gorxkov va ser designad en reemplaçament del seu antecessor, i encara després de la seva mort el 1988 ningú obtingué el càrrec. Aquest desaparegué amb la Unió Soviètica el 1991.
Era equivalent al rang de Mariscal de la Unió Soviètica.

## Insígnia
La insígnia de 1944 presentava 4 estrelles de Nàkhimov, però quan es declarà equivalent al rang de Mariscal de la Unió Soviètica el 1945, van ser reemplaçades per una única i gran estrella, semblant a la que apareixia a les insígnies de Mariscal.
En l'uniforme de gala lluïen l'Estrella de Mariscal.

## Almiralls de la Flota
- Nikolai Kuznetsov (1902-74): designat el 3 de març de 1955; degradat el 17 de febrer de 1956; rehabilitat pòstumament el 26 de juliol de 1988;
- Ivan Isakov (1894-1967): designat el 3 de març de 1955;
- Sergei Gorxkov (1910-88): designat el 28 d'octubre de 1967.